# Entschuldung (Völkerrecht)
Unter Entschuldung (auch: Internationaler Schuldenerlass) versteht man den partiellen oder vollständigen Verzicht auf die Rückzahlung eines monetären Betrages, welcher insbesondere von einer Volkswirtschaft (Staat) einer anderen Volkswirtschaft geschuldet wird. Ferner umfasst der Begriff auch die Verlangsamung bzw. das Stoppen des Verschuldungszuwachses. Insbesondere wird mit Entschuldung (im völkerrechtlichen Sinne) Bezug genommen auf den Erlass von Schulden der Entwicklungsländer, welche in den 1980er Jahren mit der Lateinamerikakrise (Mexiko 1982 etc.) zu explodieren begannen.
Die Entschuldung der Hochverschuldeten Entwicklungsländer war in den 1990er Jahren Mittelpunkt vieler Kampagnen von entwicklungspolitisch engagierten NGOs, christlichen Organisationen und anderen, die alle unter dem Banner von Jubilee 2000 agierten. Diese Kampagnen, die sich z. B. in öffentlichen Demonstrationen auf dem G8-Gipfel in Birmingham ausdrückten, waren insofern erfolgreich, als sie halfen, die Frage der internationalen Entschuldung auf die Agenda der westlichen Regierungen und internationaler Organisationen wie den Internationalen Währungsfonds oder die Weltbank zu bringen. Schließlich wurde für die Hochverschuldeten Entwicklungsländer (HIPC) die sog. HIPC-Initiative entwickelt, welche eine systematische, sich an bestimmten Kriterien und Auflagen orientierende Entschuldung der ärmsten Länder der Welt ermöglichte, und somit der Versuch unternommen wurde, internationale Gelder stärker auf die Armutsminderung zu konzentrieren.
Das HIPC-Programm untersteht bestimmten Konditionalitäten, welche ähnlich denen von IWF- oder Weltbank-Krediten sind. D. h., es werden insbesondere strukturelle Reformen in den zu entschuldenden Ländern gefordert, teilweise mit der Bedingung zur Privatisierung von öffentlichen Versorgungsunternehmen (einschließlich Wasser- und Stromwirtschaft). Um sich für einen unwiderruflichen Schuldenerlass zu qualifizieren, müssen die Länder auch eine makroökonomische Stabilität über einen gewissen Zeitraum vorweisen und eine angemessene Armutsminderungsstrategie (Poverty Reduction Strategy) für mindestens ein Jahr implementiert haben. Im Rahmen des HIPC-Ziels zur Bekämpfung der Inflation wurden einige Länder gedrängt, verstärkt in den Gesundheits- und den Bildungssektor zu investieren.

## Multilaterale Entschuldungsinitiative
Die Multilaterale Entschuldungsinitiative (Multilateral Debt Relief Initiative; MDRI) knüpft an die HIPC-Initiative an und setzt sie fort. Sie wurde im Juni 2005 durch die Finanzminister der G8-Staaten auf dem 31. Gipfeltreffen im schottischen Gleneagles beschlossen. Länder, die den sog. Completion Point (Vollendungszeitpunkt) im Rahmen der HIPC-Initiative erreicht haben, erhalten einen vollständigen Erlass ihrer Schulden beim Internationalen Währungsfonds, bei der Weltbanktochter IDA (International Development Association) und dem Afrikanischen Entwicklungsfonds (AfDF). Andere regionale Entwicklungsbanken und multilaterale Gläubiger werden durch die MDRI allerdings nicht erfasst. Die Multilaterale Entschuldungsinitiative soll für hochverschuldete arme Länder also einen zusätzlichen Anreiz bieten, ihre Reformen fortzusetzen. Aus Gründen der Gleichbehandlung aller Niedrigeinkommensländer (Low Income Countries; LICs) wird der vereinbarte zusätzliche multilaterale Schuldenerlass den davon profitierenden Ländern bei der Vergabe neuer Hilfeleistungen von IDA und Afrikanischem Entwicklungsfonds angerechnet. Die G8-Länder haben sich dazu verpflichtet, die durch den Schuldenerlass ausfallenden Rückflüsse bei IDA und AfDF durch zusätzliche Geberbeiträge zu ersetzen. Diese Ausgleichszahlungen werden dann unter den Empfängerländern der IDA und der AfDF neu verteilt, und zwar leistungsorientiert (sog. performance based allocation).

## Erfolg der MDRI
Bis Ende 2013 haben 35 Länder alle Anforderungen für eine Komplettentschuldung erfüllt. Die einzelnen Staaten profitieren dabei in sehr unterschiedlichem Maße von der Initiative. Während einige Staaten wie Haiti und Mali durch Naturkatastrophen und innere Unruhen stark zurückgeworfen wurden, verzeichnen andere seither eine äußerst positive Entwicklung. So weist beispielsweise Bolivien seit 2006 eine sehr stabile Wirtschaftsentwicklung auf, verfügt über hohe Auslandsreserven und macht bei der Armutsbekämpfung große Fortschritte. Ein weiterer klar positiver Teilnehmerstaat ist Ghana. Insgesamt können aber die meisten Staaten die ehrgeizigen Entwicklungsziele der Initiative (Millennium-Entwicklungsziele) nach Einschätzung des IWF nur in geringem Maße erfüllen.

## Kritik
Gegner des internationalen Schuldenerlasses argumentieren, dass hierdurch letztlich ein Blankoscheck an andere Regierungen ausgestellt wird, und es werden Befürchtungen geäußert, dass die Ersparnisse, die durch die Entschuldung erreicht werden, letztlich nicht der armen Bevölkerung zugutekommen. Andere wiederum argumentieren, dass viele Entwicklungsländer jetzt neue Schulden auf den internationalen Kapitalmärkten aufnehmen werden, weil sie davon ausgehen können, dass ihnen die Schulden – im Rahmen einer Rettungsaktion – erneut erlassen werden. Das aus diesem Fehlanreiz resultierende Risiko wird als Moralisches Risiko bezeichnet. Letztlich würde das allenfalls die reichen Bevölkerungsgruppen dieser Schuldnerländer begünstigen, die wiederum ihr Geld nur im Ausland anlegen. Daher behaupten viele Kritiker, anstatt die Schulden zu erlassen, sollte man das Geld besser in konkrete Hilfsprojekte investieren, welche dann tatsächlich den armen Bevölkerungsschichten zugutekommen. Außerdem sei ein Schuldenerlass unfair gegenüber solchen Entwicklungsländern, die ihre Schuldentragfähigkeit im Griff hatten und in der Lage sind, rechtzeitig zu zahlen. Dies würde sogar solche Regierungen künftig von einem vernünftigen Schuldenmanagement abbringen und letztlich diese Länder ebenfalls in eine Verschuldungsspirale treiben.